# Друга збірна Італії з футболу
Друга збірна Італії з футболу — команда другого рівня, що представляє Італійську футбольну федерацію. З часом команда зустрічалася з національними збірними інших країн та грала матчі проти других команд інших футбольних асоціацій. З моменту створення команди у 1927 році вона провела 70 офіційних матчів.

## Історія
Друга збірна Італії була створена в 1927 році, щоб дати можливість випробувати гравців віком до 21 року або менш досвідчених гравців, на додаток до тих, хто був задіяний у національній збірній. 17 квітня 1927 року вони дебютували на «Стад де ля Фронтьєр» в Еш-сюр-Альзетт, перемігши збірну Люксембургу з рахунком 5:1. Наставником команди був Ренцо Де Веккі. У команді також були гравці з певним досвідом, наприклад, Луїджі Чевеніні, автор першого голу.
До Другої світової війни ця збірна виступала дуже часто, так що між 1929 і 1939 роками було зіграно 38 матчів, найвідомішим з яких стала найбільша перемога команди, коли вона знову розгромила збірну Люксембургу з рахунком 12:0 на стадіоні «Джузеппе Синігалья» в Комо 10 квітня 1932 року.
Першим післявоєнним поєдинком став матч, зіграний у Локарно 11 листопада 1945 року командою з північної Італії, яка перемогла другу збірну Швейцарії з рахунком 4:1. У травні 1949 року команда взяла участь у Кубку Східно-Середземноморської дружби (або Середземноморському кубку) 1949 року, зігравши три матчі в Афінах проти національних збірних Туреччини, Єгипту та Греції, і виграла всі три матчі з різницею в 1 м'яч, таким чином вигравши турнір. Найкращими бомбардирами Італії на турнірі стали Альдо Пуччінеллі та Альберто Галассі, які забили по 3 м'ячі. Потім вони взяли участь у наступному турнірі Кубку Середземномор'я, де знову зустрілися з командами Туреччини, Єгипту та Греції. Італія Б знову стала переможцем турніру з 3 перемогами, 2 нічиями та 1 поразкою — єдиною поразкою в турнірі стала шокуюча поразка від Єгипту з рахунком 3:0 на стадіоні Принца Фарука в Каїрі 11 листопада 1951 року. Італія Б також брала участь у третьому й останньому розіграші Середземноморського кубку, Середземноморському кубку 1953-58 рр., до якого приєдналися другі збірні Іспанії та Франції, щоб сформувати турнір з шести команд, і цього разу вони посіли третє місце, маючи в активі 3 перемоги, 3 нічиї та 4 поразки.
Останній матч — товариська зустріч із Сан-Марино 31 травня 2017 року, яка завершилася перемогою «Адзуррі» з рахунком 8:0.

## Досягнення
- Володар Кубка Східно-Середземноморської дружби: 1949
- Володар Кубка Східного Середземномор'я: 1950-53